# Хлебникова, Марина Арнольдовна
Мари́на Арно́льдовна Хле́бникова (род. 6 ноября 1965, Долгопрудный, Московская область) — советская и российская эстрадная певица, актриса, теле- и радиоведущая.

## Биография

### Ранние годы
Родилась 6 ноября 1965 года в роддоме на Лесной улице в Москве, выросла в подмосковном городе Долгопрудный.
Родители Ирина Васильевна Мальцева и Арнольд Сергеевич Хлебников были радиофизиками, работавшими на «оборонку». Отец играл на гитаре, а мать на пианино.
Училась в средней школе № 9 города Долгопрудный. Училась хорошо, любила физику и даже мечтала стать металлургом. В свободное время участвовала в школьных спектаклях, постановках Мольера, Гоголя, Пушкина.
Занималась в музыкальной школе. Во время учёбы будущая эстрадная певица организовывала школьный ансамбль «Маринад» и стала его руководителем и солисткой. Ансамбль исполнял песни групп «ABBA», «Queen», «The Beatles», а также Юрия Антонова и Александра Барыкина.
Решив продолжить образование по музыкальному профилю, поступила в Гнесинское училище. Там её преподавателями были Лев Лещенко, потом Александр Градский и Иосиф Кобзон. Окончив училище, поступила в Гнесинский институт, поначалу на фортепианный факультет, а после открытия факультета эстрадного пения училась и на нём.
Во время учёбы выступала с диксилендом (джаз-ансамблем) «Доктор Джаз».
Спустя семь лет окончила Гнесинский институт, получив два диплома (фортепиано и эстрада).
Занималась плаванием (кандидат в мастера спорта), выступала за сборную Москвы и стала чемпионкой Москвы в 1987 году.

### Карьера
В 1989 году, когда Марина была студенткой Гнесинского института, её заметил Бари Каримович Алибасов и пригласил в качестве вокалистки в группу «Интеграл», а потом и в «На-На».
В 1991 году певица получила вторую премию конкурса «Ялта-91» за исполнение песни «Зима» из репертуара Эдуарда Хиля; в качестве лауреата представила песню «Рай в шалаше».
С января 1991 года по декабрь 1996 год вела передачу «Фортуна» на радио «Маяк».
В 1992 году стала лауреатом международного музыкального конкурса в австрийском городе Брегенце. В её репертуар уже входили песни «Я бы не сказала», «Дожди» и «Случайная любовь».
В 1993 году вышел её первый сольный альбом «Останься», а также клипы на песни «Останься», «Хали-гали» и «Карусель», снятые режиссёром Михаилом Макаренковым.
В 1996 году был выпущен альбом «Били Бом», занявший 76-е место по продажам на территории России. На композиции «Не оставляй меня одну» (известную также как «Волчья песня») и «Жёлтый песок» были представлены видеоклипы. Песня «Били Бом» была выпущена макси-синглом.
В 1997 году становится популярной с песней «Чашка кофею», вошедшей в широкую ротацию многих радиостанций и ставшей одной из хитов 1997 года. Одноимённый альбом занял четвёртое место по итогам продаж года в России. В конце 1997 года с песней «Чашка кофию» артистка стала лауреатом фестиваля «Песня года», а также получила первую награду «Золотой граммофон» и премию радиостанции Хит FM «Стопудовый хит».
В 1997 году являлась ведущей телевизионного конкурса вокалистов «Лестница в небо» на «РТР».
В феврале 1998 года состоялись концерты в Московском дворце молодёжи. В этом же году был снят 40-минутный фильм «Дожди», в который вошло 9 песен певицы. Также в 1998 году состоялся релиз концертного видеоальбома «Живая коллекция», записанного в рамках телевизионно-музыкального проекта лейблов «Медиа Стар» и «Союз». В 2001 году альбом был переиздан.
В апреле 1999 года вышел четвёртый студийный альбом «Фотоальбом». Также в этом году вышел концертный альбом «Live!», который был записан на одном из концертов певицы в Московском дворце молодёжи 24 апреля 1998 года.
С 1997 года три года подряд выдвигалась на премию «Овация» в номинации «Певица года», но ни разу её не получила.
19 апреля 2001 года был представлен пятый студийный альбом «Солнышко моё, вставай!». В этот период вышли видеоклипы на песни «Мой генерал», «Какое было кино», «Я без тебя» и заглавную композицию пластинки.
В феврале 2005 года вышел альбом «Кошки моей души», в который вошли успешные композиции «Печаль моя», «Северная» и «Лето», а также дуэтная работа с Александром Ивановым «Друзья». С песней «Зима приходит сама», которая также вошла в альбом, Марина Хлебникова стала лауреатом фестиваля «Песня года» в 2002 году, а в 2004 году — с композицией «Северная».
В 2005—2006 гг. вела программу «Улица твоей судьбы» на «ТВ Центр».
До 2012 года озвучивала джинглы для радиостанции «Ретро FM».
Под псевдонимом «Марья Искусница» принимала участие в записях группы ХЗ. В телепроекте «Неголубой огонёк 2» Хлебникова и группа ХЗ исполнили песню «Талалихин».
В 2014 году выпустила аудиокнигу «200 стишков-малюток для детского сада» (автор стихов — Татьяна Шапиро).
В июне 2021 года вышел альбом «Жизнь», состоящий из песен, записанных в 2005—2009 гг. Наибольшую известность получила композиция «Милый».

### Пожар в квартире
18 ноября 2021 года Марина Хлебникова стала жертвой пожара в собственной квартире в Москве. Дочь исполнительницы Доминика отметила, что причиной возгорания могла стать сигарета, так как мать перед этим курила у окна. Перед пожаром Хлебникова была сильно уставшая, так как только приехала с гастролей. Огонь удалось потушить в 22:50.
Прибывшие на место сотрудники МЧС вынесли женщину с места возгорания в шоковом состоянии.
6 декабря 2021 года из сообщения в официальном аккаунте Instagram стало известно, что Марину Хлебникову отключили от аппарата ИВЛ, поскольку певица начала дышать сама, а её состояние стабилизируется.
11 января 2022 года певицу выписали из больницы.

### Личная жизнь
- Первый муж — Антон Климентьевич Логинов (7 февраля 1967 — 1 октября 2018), гитарист, звукорежиссёр[13] (после инсульта жил у Марины Хлебниковой, покончил с собой в 2018[14][15][16]).
- Второй муж — бизнесмен Михаил Игоревич Майданич (род. 15 мая 1969)[17], гендиректор звукозаписывающей компании «Граммофон Рекордс». Развелись в 2005 году.
  - дочь Доминика Михайловна Хлебникова (род. 2 августа 1999)[18][19].

Коллекционирует мягкие игрушки и минералы, в её коллекции есть горный хрусталь с вкраплениями серебра и золота.

## Работы

### Дискография
Студийные альбомы
- 1995 — «Останься»
- 1996 — «Били Бом»
- 1997 — «Чашка кофию»
- 1999 — «Фотоальбом»
- 2001 — «Солнышко моё, вставай!»
- 2005 — «Кошки моей души»
- 2021 — «Жизнь»

Концертные альбомы
- 1998 — «Живая коллекция» (концерт лейблов «Медиа Стар» и «Союз»; переиздан в 2001 году)
- 1999 — «Live!» (концерт в «МДМ» 1998 года)

Другое
- 1991 — «Рай в шалаше» (неизданный альбом)
- 1996 — «Били Бом» (макси-сингл)
- 2006 — «Ночной полёт» (альбом ремиксов, выпущен ограниченным тиражом)
- 2013 — «Лучшее» (сборник)
- 2014 — «200 стишков-малюток для детского сада» (аудиокнига)
- 2019 — «Кукушка. Военные песни» (сборник)
- 2020 — «Проводница. Неизданные песни» (сборник)

### Видеография
| Год  | Клип                                   | Режиссёр                          | Альбом                   |
| ---- | -------------------------------------- | --------------------------------- | ------------------------ |
| 1992 | «Рай в шалаше»                         | неизвестно                        | «Били Бом»               |
| 1992 | «Русалка»                              | неизвестно                        | без альбома              |
| 1993 | «Останься»                             | Михаил Макаренков                 | «Останься»               |
| 1994 | «Хали-гали»                            | Михаил Макаренков                 | «Останься»               |
| 1995 | «Карусель»                             | Михаил Макаренков                 | без альбома              |
| 1996 | «Не оставляй меня одну (Волчья песня)» | Михаил Макаренков                 | «Били Бом»               |
| 1996 | «Жёлтый песок»                         | Александр Алёшников               | «Били Бом»               |
| 1997 | «Чашка кофею»                          | Николай Викторов, Алексей Сеченов | «Чашка кофию»            |
| 1997 | «Дожди»                                | Николай Викторов, Алексей Сеченов | «Чашка кофию»            |
| 1998 | «Если — после»                         | Михаил Макаренков                 | «Чашка кофию»            |
| 1998 | «Не покидай меня»                      | Алексей Сеченов                   | «Фотоальбом»             |
| 1999 | «Найди меня»                           | Алексей Сеченов                   | «Фотоальбом»             |
| 1999 | «Случайная любовь»                     | Алексей Сеченов                   | «Фотоальбом»             |
| 1999 | «Стаканчик бренди»                     | Алексей Сеченов                   | «Фотоальбом»             |
| 1999 | «Ночь перед Рождеством»                | Алексей Сеченов                   | «Фотоальбом»             |
| 2000 | «Мой генерал»                          | Михаил Макаренков                 | «Солнышко моё, вставай!» |
| 2000 | «Какое было кино (До свидания)»        | Михаил Макаренков                 | «Солнышко моё, вставай!» |
| 2000 | «Я без тебя»                           | Дмитрий Фикс                      | «Солнышко моё, вставай!» |
| 2001 | «Солнышко моё, вставай!»               | Дмитрий Фикс                      | «Солнышко моё, вставай!» |
| 2001 | «Осенний день»                         | Александр Игудин                  | без альбома              |
| 2002 | «Печаль моя»                           | Александр Игудин                  | «Кошки моей души»        |
| 2002 | «Зима приходит сама»                   | Виктор Конисевич                  | «Кошки моей души»        |
| 2004 | «За туманом»                           | Виктор Конисевич                  | «Кошки моей души»        |
| 2004 | «Северная»                             | Николай Семёнов                   | «Кошки моей души»        |
| 2005 | «Друзья» (featuring Александр Иванов)  | Александр Игудин                  | «Кошки моей души»        |
| 2005 | «Милый»                                | Александр Игудин                  | «Жизнь»                  |
| 2007 | «Из мудрости»                          | Михаил Макаренков                 | «Жизнь»                  |
| 2008 | «На улице снег»                        | микс из новогодних клипов         | без альбома              |
| 2022 | «Нева»                                 | Илья Астраханцев                  | без альбома              |

### Фильмография
| Год  |   | Название                             | Роль                          |
| ---- | - | ------------------------------------ | ----------------------------- |
| 1992 | ф | Солнце, воздух и… «На-На»            | Марина, солистка              |
| 1996 | ф | Карьера Артуро Уи. Новая версия      | Вокал: исполнительница зонгов |
| 2001 | ф | Старые песни о главном. Постскриптум | Анни Фрид Лингстад            |
| 2004 | с | Осторожно Задов!                     | Марина                        |
| 2005 | ф | Моя прекрасная няня                  | камео                         |
| 2006 | ф | Рельсы счастья                       | дама                          |
| 2007 | с | Дочки-матери                         | клиентка Ярской               |
| 2008 | ф | Время земляники                      | певица                        |
| 2010 | ф | Последний аккорд                     | эпизод                        |
| 2010 | с | Отдел                                | Вера                          |

## Награды
Вторая премия 6-го Всесоюзного телевизионного конкурса молодых исполнителей советской эстрадной песни «Ялта-91».
Участие в фестивале «Песня года» с песнями:
- 1997 — «Чашка кофею»
- 1998 — «Дожди»
- 1999 — «Мой генерал»
- 2001 — «Солнышко моё, вставай!»
- 2002 — «Зима приходит сама»
- 2004 — «Северная».

Лауреат премии «Золотой граммофон» за песни:
- 1997 — «Чашка кофею»
- 1998 — «Дожди».

В ряде СМИ Марину Хлебникову называют Заслуженной артисткой Российской Федерации, указывая в качестве года награждения 2002-й или 2004-й, с обоснованием «за заслуги в области искусства».